# Capital Bra

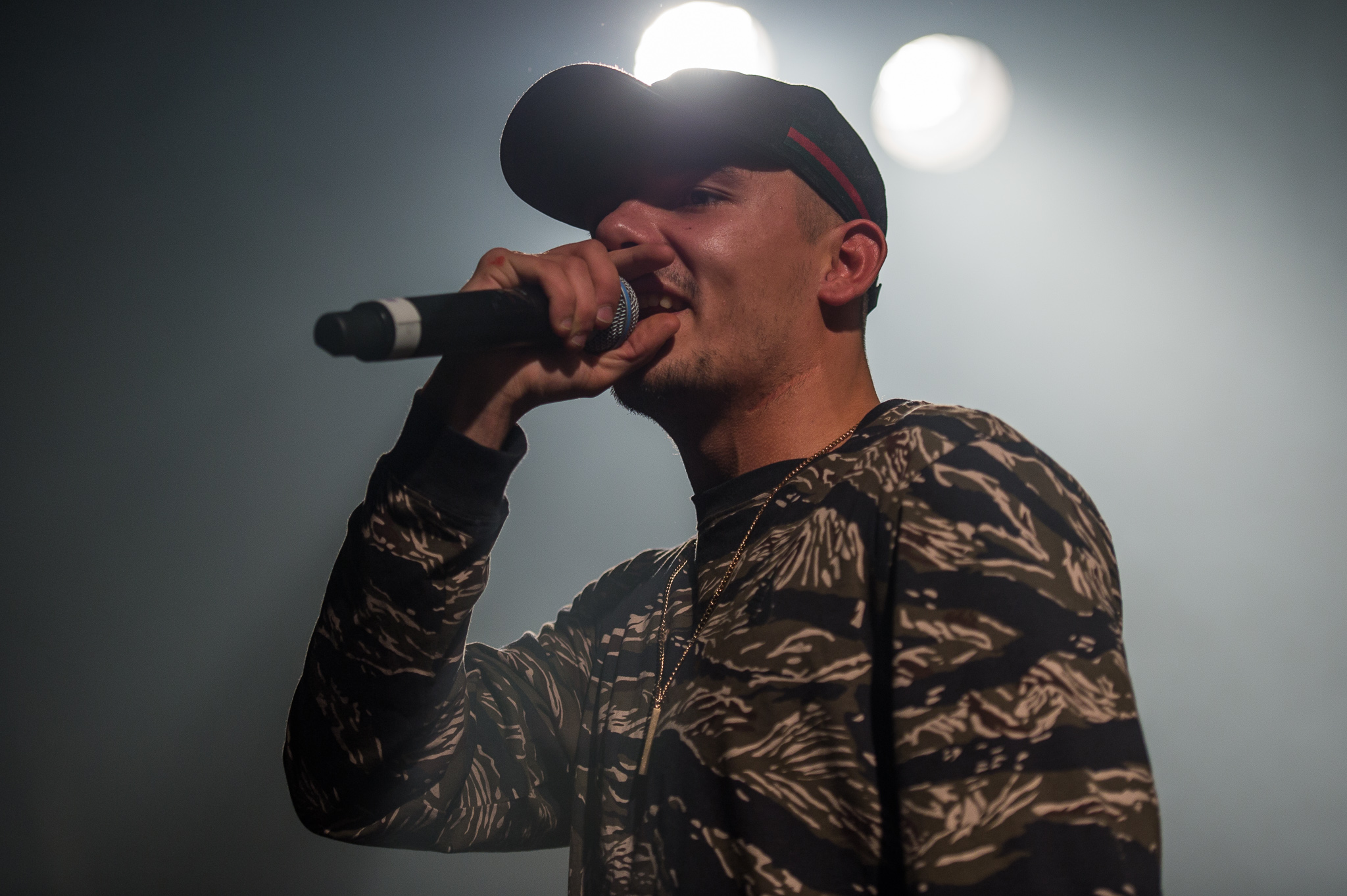
Capital Bra (2018)

Capital Bra (* 23. November 1994 in Sibirien, Russland; bürgerlicher Name russisch Владислав Баловацкий, amtliche Schreibweise in lateinischen Buchstaben Vladyslav Balovatsky), auch Joker Bra, ist ein Deutschrapper mit ukrainischer Staatsangehörigkeit aus Berlin-Alt-Hohenschönhausen. Er besitzt sein eigenes Label Bra Musik, dessen Vertrieb über Universal Urban abgewickelt wird.
Capital Bra, dessen Werke größtenteils dem Deutsch- und Gangsta-Rap zuzuordnen sind, ist der Interpret mit den meisten Nummer-eins-Erfolgen und Top-10-Hits in der deutschen Chartgeschichte. Mit 157 Liedern platzierte er als Interpret nach Bonez MC (168) die zweitmeisten Lieder in den deutschen Singlecharts. Außerdem ist er der erste und bisher einzige Interpret, dem es gelang, innerhalb eines Kalenderjahres acht bzw. innerhalb eines Jahres dreizehn Nummer-eins-Hits in den deutschen Musikcharts zu platzieren.

## Leben
Capital Bra wurde 1994 im russischen Sibirien geboren. Laut seiner Liedtexte waren seine Eltern in der Ölindustrie tätig. Die Familie zog anschließend nach Dnipro in die Ukraine, wo er einen Teil seiner Kindheit verbrachte. Mit sieben Jahren zog er gemeinsam mit seiner Mutter nach Berlin in den Stadtteil Hohenschönhausen um. In seiner Jugend spielte er beim BFC Dynamo Fußball. Anschließend geriet er ins kleinkriminelle Milieu und verbüßte mehrere Jugendstrafen.
Im Jugendalter wurde er süchtig nach dem Schmerzmittel Tilidin, später bezeichnete er seine Sucht als gravierend und warnte davor.
Capital Bra ist ukrainischer Staatsbürger und besitzt nicht die deutsche Staatsangehörigkeit.
Er ist Vater zweier Söhne und zweier Töchter, mit welchen er in Kleinmachnow wohnt.

## Karriere
Capital Bra begann im Alter von elf Jahren, Raptexte zu schreiben. Er war als Jugendlicher unter dem Künstlernamen Smia One aktiv und veröffentlichte seine Werke wie RB Militär auf der Plattform Youtube. Nachdem er über die Zeit an mehr Bekanntheit gewann und fortan als Capital vorwiegend in der Berliner Untergrund-Szene aktiv gewesen war, trat er 2014 erstmals bei der ortsansässigen Hip-Hop-Veranstaltung Rap am Mittwoch auf und bestritt dort einige Battles. Durch sein Engagement und die schnell steigende Beliebtheit wurde er noch in derselben Staffel zum besten Newcomer der Show gewählt. Am 12. Februar 2016 veröffentlichte er sein erstes Album, das von den Hijackers produziert wurde. Aufgrund der in den vorhergehenden Monaten rasant gewachsenen Aufmerksamkeit stieg Capital mit dem Album in die Top 100 der deutschen Charts auf, wo es bei einer Chartwoche Platz 32 belegte. In Österreich erreichte es Platz 61. Im selben Jahr nahm er auch mit dem Rapper King Khalil unter dem Plattenlabel TEAM KUKU einige Songs auf, unter anderem Kreide und Fluchtwagen glänzen, sodass vor allem Capital größere Bekanntheit erlangte.

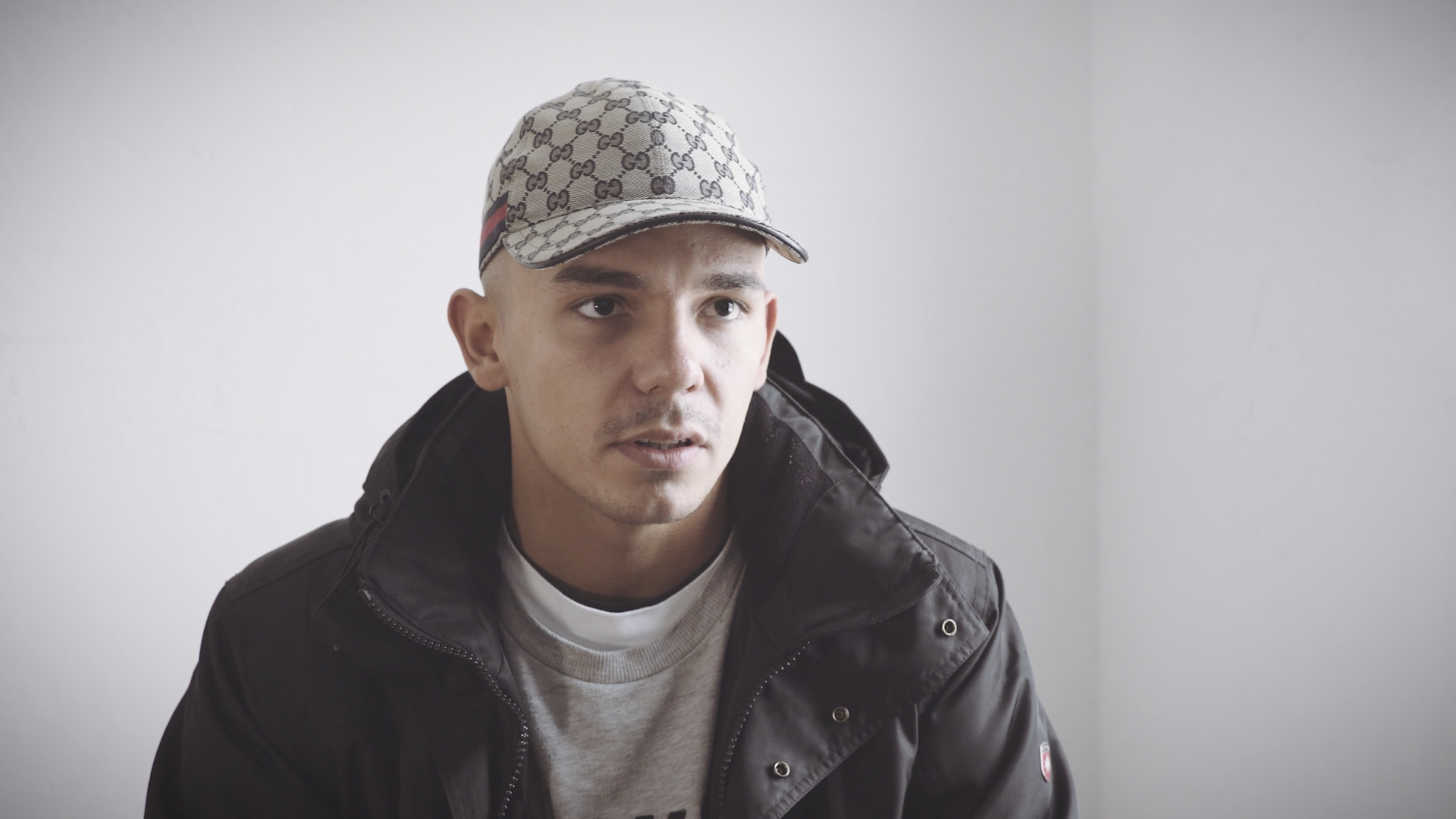
Capital Bra im Interview mit dem YouTube-Format Germania

Im Februar 2017 erschien sein zweites Album, das von Saven Musiq produziert wurde und den Namen Makarov Komplex trägt. Es war acht Wochen lang in den deutschen Charts und erreichte Platz zwei. In Österreich erreichte es die Spitzenposition, in der Schweiz Platz fünf; in den beiden Ländern hielt es sich drei Wochen in den Charts. Anfang Mai 2017 veröffentlichte Capital Bra seine erste EP Ibrakadabra, schaffte es in die Schweizer Charts und hielt sich eine Woche auf Platz 77. Sein drittes Album namens Blyat wurde am 29. September 2017 veröffentlicht und stieg auf Platz drei der deutschen und österreichischen Charts ein. In der Schweiz landete es auf dem fünften Platz. Am 11. Juni 2018 wurde verkündet, dass Capital Bra sein eigens gegründetes Label Team Kuku verlässt. Am 22. Juni 2018 erschien sein viertes, von The Cratez produziertes Studioalbum Berlin lebt. Es erreichte die Spitzenposition in den deutschen, österreichischen und Schweizer Albumcharts. Das Album konnte sich 55 Wochen in den deutschen, 59 Wochen in den österreichischen und 32 Wochen in den Schweizer Albumcharts platzieren. Es wurde, wie das vorherige Album Blyat, für 100.000 Verkäufe in Deutschland mit einer Goldenen Schallplatte ausgezeichnet. Alle vier vorab veröffentlichten Singles erreichten in Deutschland und in Österreich die Topplatzierung in den Singlecharts. Neymar und One Night Stand erreichten in Deutschland Platinstatus für jeweils 400.000 Verkäufe und die Singles 5 Songs in einer Nacht und Berlin lebt in Deutschland Goldstatus mit jeweils mehr als 200.000 Verkäufen. Die im August 2018 erschienene Single Melodien erreichte ebenfalls Platz eins in den Singlecharts und wurde in Deutschland mit Platin ausgezeichnet. Damit konnte Capital Bra fünf Singles in Folge an der Chartspitze platzieren. Schon am 2. November 2018 wurde sein nächstes Album Allein veröffentlicht. Am 5. Juli 2018 erschien der Track Für euch alle zusammen mit Bushido und Samra, in dem Capital Bra verkündete, dass er nun bei Ersguterjunge unter Vertrag steht. Die Single erreichte ebenfalls in Deutschland und in Österreich die Spitzenposition, wurde in Deutschland mit einer Goldenen Schallplatte ausgezeichnet und ist die bisher einzige Nummer-eins-Single von Bushido.
Im Januar 2019 trennten sich Capital Bra und Samra von Bushidos Label Ersguterjunge. Am Tag der offiziellen Trennung veröffentlichte Capital Bra eine Video-Botschaft über Instagram. Darin berichtete er erstmals von einem Polizeischutz, welchen Bushido erhalte. Er warf seinem ehemaligen Labelboss zudem Kooperation mit der Polizei und Verrat an Freunden vor und zeigte sich enttäuscht von ihm. Er beendete sein Statement mit den Worten „Aber wir sind kein Team. Polizei ist jetzt dein Team“. Diesbezüglich folgen seitdem hin und wieder Sticheleien von Capital gegen Bushido. Im Februar 2019 wurde bekannt, dass Capital Bra sein eigenes Label namens Bra Musik gegründet hat. Ende August kündigte Bushido an, dass er an einem neuen Album arbeite. In einem Instagram-Posting schrieb er dazu: „Seid ihr auch der Meinung, dass es reicht mit LaLaLa und LeLeLe?“, was als eine Anspielung und Diss gegen Capital verstanden wurde, welcher für die häufige Verwendung von Adlibs wie Lelele bekannt ist.
Am 4. Oktober erschien Berlin lebt 2 als Kollaboalbum von Capital und Samra, das auf Anhieb Platz eins in Deutschland, Österreich und der Schweiz erreichte. Von den fünf vorab veröffentlichten Singleauskopplungen erreichten vier die Spitzenposition in Deutschland.
Als bisher einziger Künstler wurde am 13. September 2019 der Duisburger Rapper Ali471 unter Vertrag genommen. Am 31. Januar 2020 gab der Labelchef von Bra Musik allerdings via Instagram wieder die Trennung bekannt. Er wünsche aber Ali weiterhin „nur das Beste“ und teilte seine Single Wir träumen groß.
Am 21. November 2019 bestätigte die Berliner Generalstaatsanwaltschaft ein laufendes „Ermittlungsverfahren wegen versuchter räuberischer Erpressung“, in dem sie den Rapper Capital Bra als mutmaßlich Geschädigten führt. Die Zeitung Bild hatte nur Stunden zuvor entsprechende Behauptungen verbreitet, nach denen Mitglieder der arabischen Großfamilien Miri und Al-Zein den Künstler um einen beträchtlichen Geldbetrag (500.000 Euro) erpressen sollen. Gleichzeitig wurde kolportiert, der Rapper habe sich an die Ermittlungsbehörden gewandt und um Unterstützung gebeten. Als Antwort auf die Erpressungsversuche veröffentlichte Capital am 29. November 2019 die Videosingle Der Bratan bleibt der gleiche, welche zugleich die erste Singleauskopplung aus seinem siebten Studioalbum CB7 darstellte. CB7 erschien am 18. September 2020.
Im Mai 2020 brachte Capital Bra eine Pizzalinie unter dem Namen Gangstarella heraus. Im Februar 2021 ging Capital Bras Eistee-Marke BraTee in Kooperation mit UniBev an den Start. Neben den vier Sorten Wassermelone, Pfirsich, Zitrone und Granatapfel kamen im Juni 2021 eine Bali Edition, sowie anlässlich des Russischen Überfalls auf die Ukraine 2022 im Frühjahr 2022 eine Stop Wars Edition in den Nationalfarben der Ukraine auf den Markt. Bei letztgenannter Edition, einem Grünteegetränk mit Limetten-Minzgeschmack, fließen alle Gewinne zu 100 % an die Zivilgesellschaft der Ukraine. Jeweils 25 Prozent werden dabei an vier gemeinnützige Hilfsorganisationen gespendet. Innerhalb der ersten zwei Jahre nach Marktstart wurden insgesamt 80 Millionen Einheiten Eis-Tee in Deutschland, Österreich und der Schweiz verkauft.
Im September 2020 sprach Capital Bra mit dem öffentlich-rechtlichen YouTube-Format STRG_F über seine langjährige Abhängigkeit von Tilidin. STRG_F hatte zuvor eine Dokumentation über den Missbrauch von Tilidin als Rauschdroge veröffentlicht. Die Reportage wies darauf hin, dass das Schmerzmittel mehrfach in Songs von Capital Bra thematisiert wird. Laut Experten sollen die Tilidin-Verschreibungen unter 15- bis 20-Jährigen im Jahr 2019 um rund 50 % angestiegen sein, was laut STRG_F mit der Popularität von Deutschrap-Songs über Tilidin zusammenhängen könnte.
Am 21. Januar 2021 gab Capital Bra in einem auf Instagram veröffentlichten Video unter dem Titel Die Augen lügen nie Chico die Trennung von Samra bekannt. Als Grund nannte er in dem Song, dass Samra sich verändert habe und von Menschen beeinflussen lasse, die vor ihrem großen Erfolg nicht dagewesen seien. Gleichzeitig halte er Samra weiterhin für einen „der besten Rapper“ und wünsche ihm nur das Beste.

## Musikstil
Sein Stil lässt sich insbesondere dem Straßenrap zuordnen. Neben Straßen-Rap-Tracks bringt Capital beginnend im Jahr 2018 vermehrt poppigere Lieder, bei denen im Gegensatz zu den härteren der Einsatz von Autotune und Adlibs wie lelele oft charakteristisch ist. Zu den eher poppigeren Liedern gehören z. B. die Nummer-eins-Singles Neymar, One Night Stand, Melodien, Benzema, Prinzessa oder Cherry Lady, während Nummer-eins-Singles wie Berlin lebt, Roli Glitzer Glitzer, Wir Ticken, Tilidin oder Zombie durch eher harte, aggressive „Rapparts“ seitens Capital gekennzeichnet sind.
Eines seiner Markenzeichen ist die häufige Verwendung des russischen Wortes Bratan, kurz Bra (auf Deutsch übersetzt Bruder). Dabei ist dessen Bedeutung kontextgebunden und wird sowohl als Selbstbezeichnung, im Sinne von Kumpel, als Adlib oder auch als Synonym für Alter genutzt. Für die Titel seiner ersten Alben verwendete er russische Begriffe (Kuku Bra, Makarov Komplex, Blyat).

## Musik als Joker Bra
Im Jahr 2018 tauchte Capital Bra erstmals als Joker verkleidet im Musikvideo des Songs Fightclub auf. Im Jahr 2019 unterschrieb Capital Bra unter dem Pseudonym Joker Bra einen Plattenvertrag bei Universal Music. Unter diesem Pseudonym veröffentlichte er seitdem einige Singles sowie zwei EPs. Welche Intention Capital Bra mit dem Schaffen seiner zweiten Künstleridentität hatte, ist nicht geklärt. Mutmaßungen, die er selbst auf seinen Social-Media-Accounts teilte, deuten darauf hin, dass Joker Bra als eigenständiger Künstler betrachtet werden kann. In Bushidos Disstrack gegen Capital Bra, Dark Knight, wird das Pseudonym aufgegriffen. Auch Capital Bra griff in seiner Antwort Arkham Asylum auf die Ästhetik des Jokers zurück und veröffentlichte den Song als Kollaboration von Capital Bra und Joker Bra.

## Diskografie
Studioalben

| Jahr | Titel Musiklabel                       | Höchstplatzierung, Gesamtwochen, AuszeichnungChartplatzierungen (Jahr, Titel, Musiklabel, Platzierungen, Wochen, Auszeichnungen, Anmerkungen) | Höchstplatzierung, Gesamtwochen, AuszeichnungChartplatzierungen (Jahr, Titel, Musiklabel, Platzierungen, Wochen, Auszeichnungen, Anmerkungen) | Höchstplatzierung, Gesamtwochen, AuszeichnungChartplatzierungen (Jahr, Titel, Musiklabel, Platzierungen, Wochen, Auszeichnungen, Anmerkungen) | Anmerkungen                                                  |
| Jahr | Titel Musiklabel                       | DE | AT | CH | Anmerkungen                                                  |
| ---- | -------------------------------------- | --- | --- | --- | ------------------------------------------------------------ |
| 2016 | Kuku Bra Baba City • Chapter ONE (UMG) | DE32 (1 Wo.)DE | AT61 (1 Wo.)AT | — | Erstveröffentlichung: 29. Januar 2016                        |
| 2017 | Makarov Komplex Auf!Keinen!Fall! (UMG) | DE2 Gold · (8 Wo.)DE | AT1 (3 Wo.)AT | CH5 (3 Wo.)CH | Erstveröffentlichung: 3. Februar 2017 Verkäufe: + 100.000    |
| 2017 | Blyat Auf!Keinen!Fall! (UMG)           | DE3 Gold · (51 Wo.)DE | AT3 (27 Wo.)AT | CH5 (4 Wo.)CH | Erstveröffentlichung: 29. September 2017 Verkäufe: + 100.000 |
| 2018 | Berlin lebt Team Kuku (Sony)           | DE1 Gold · (55 Wo.)DE | AT1 (59 Wo.)AT | CH1 (32 Wo.)CH | Erstveröffentlichung: 22. Juni 2018 Verkäufe: + 100.000      |
| 2018 | Allein Team Kuku (Sony)                | DE2 (17 Wo.)DE | AT3 (15 Wo.)AT | CH5 (9 Wo.)CH | Erstveröffentlichung: 2. November 2018                       |
| 2019 | CB6 Bra Musik • Urban Records (UMG)    | DE1 Gold · (54 Wo.)DE | AT1 (76 Wo.)AT | CH2 (49 Wo.)CH | Erstveröffentlichung: 12. April 2019 Verkäufe: + 100.000     |
| 2020 | CB7 Bra Musik • Urban Records (UMG)    | DE1 (24 Wo.)DE | AT1 (38 Wo.)AT | CH1 (35 Wo.)CH | Erstveröffentlichung: 18. September 2020                     |
| 2022 | 8 Bra Musik • Urban Records (UMG)      | DE4 (7 Wo.)DE | AT3 (7 Wo.)AT | CH6 (8 Wo.)CH | Erstveröffentlichung: 10. März 2022                          |
| 2024 | Vladyslav Bra Musik (UMG)              | DE38 (1 Wo.)DE | AT56 (1 Wo.)AT | CH23 (1 Wo.)CH | Erstveröffentlichung: 11. April 2024                         |

## Auszeichnungen
Hiphop.de Awards
- 2018: „Bester Rap-Solo-Act National“[54]
- 2019: „Beste Gruppe National“ (mit Samra)[55]
- 2019: „Bester Rap-Solo-Act National“[55]

Bravo Otto
- 2019: „Hip-Hop national“ (Bronze)[56]